# Lucien Dällenbach
Lucien Dällenbach (* 1. Dezember 1940 in Neuenburg NE; † 7. Mai 2025 in Chêne-Bougeries; heimatberechtigt in Bevaix) war ein Schweizer romanistischer Literaturwissenschaftler. Er war von 1976 bis 1993 Professor an der Universität Genf und von 1993 bis 2006 an der ETH Zürich.

## Leben
Nach dem Besuch des Gymnasiums in Neuenburg, wo Jacques Geninasca sein Französischlehrer war, studierte Dällenbach zunächst Theologie, Philosophie und Geschichte an der Universität Neuenburg, vor allem bei Jean-Louis Leuba. Ein Auslandaufenthalt führte ihn an die Universität Heidelberg. Er schloss das Studium 1963 mit dem Lizentiat ab.  Danach unternahm er ein Zweitstudium in den Fächern Romanistik (Französisch) und Germanistik an der Universität Genf, das er 1970 mit dem Lizentiat abschloss. Seine Lizentiatsarbeit über das Romanwerk Michel Butors wurde 1972 als Buch veröffentlicht. Nach Studienaufenthalten an der Freien Universität Berlin, in Cambridge (Gonville and Caius College) und an der École des Hautes Etudes en Sciences sociales in Paris promovierte Dällenbach 1976 in Genf mit einer Arbeit über das Erzählverfahren der Mise en abyme in der Literatur. Sein Doktorvater und wichtigster akademischer Lehrer war Jean Rousset. Daneben bezeichnete Dällenbach Jean Starobinski, den Mediävisten Roger Dragonetti und den Germanisten Bernhard Böschenstein als entscheidende Anreger. Seine Dissertation erschien 1977 in Buchform und wurde schon bei ihrem Erscheinen als literaturtheoretisches Standardwerk rezipiert und in der Folge in zahlreiche Sprachen übersetzt. 1976 wurde Dällenbach – als Nachfolger seines Lehrers Jean Rousset – Professor an der Universität Genf. Von 1976 bis 1979 war er ausserordentlicher, danach ordentlicher Professor. Auf das Frühjahrssemester 1993 wechselte er an die ETH Zürich, wo er bis zu seiner Emeritierung 2006 blieb. Er nahm Gastprofessuren an der Johns Hopkins University, an der New York University und der Princeton University wahr.
Dällenbach war mit verschiedenen Schriftstellern befreundet, u. a. Edmond Jeanneret, Claude Simon und Michel Butor.
Dällenbach starb im Mai 2025 im Alter von 84 Jahren.

## Forschung
Dällenbach beschäftigte sich insbesondere mit der Geschichte des Romans. Neben dem 19. Jahrhundert (Balzac, Stendhal) schenkte er dem Nouveau roman (Michel Butor und Claude Simon) besondere Aufmerksamkeit. Bekannt wurde er vor allem für seine Typologie der Mise en abyme, die er in seinem Buch Le récit spéculaire entwickelte. Ausserdem interessierte er sich für die Theorie des Lesens und des Lesers. In diesem Zusammenhang gab er eine Nummer der Zeitschrift Poétique zur Rezeptionsästhetik heraus. Schliesslich befasste er sich mit der Ästhetik des Fragments und des Mosaiks.

## Veröffentlichungen (Auswahl)

### Monographien
- Le Livre et ses miroirs dans l’œuvre romanesque de Michel Butor. Éditions Lettres modernes Minard, Caen 1972.
- Le récit spéculaire. Essai sur la mise en abyme. Éditions du Seuil, Paris 1977, ISBN 978-2-02-004556-8.
- (mit Roger Dragonetti, Georges Raillard, Jean Starobinski:) Sur Claude Simon. Éditions de Minuit, Paris 1987, ISBN 978-2-7073-1121-4.
- Claude Simon. Éditions du Seuil, Paris 1988, ISBN 978-2-02-034283-4.
- La Canne de Balzac. José Corti, Paris 1996, ISBN 978-2-7143-0570-1.
- Mosaïques. Un objet esthétique à rebondissement. Éditions du Seuil, Paris 2001, ISBN 2-02-048601-6.
- Claude Simon à New York. Zoé, Carouge-Genève 2013, ISBN 978-2-88182-902-4.

### Herausgeberschaft
- (mit Jean Ricardou:) Problèmes actuels de la lecture. Hermann, Paris 1979.
- Théorie de la réception en Allemagne (= Poétique. 39). Seuil, Paris 1979.
- (mit Christiaan L. Hart Nibbrig:) Fragment und Totalität. Suhrkamp, Frankfurt am Main 1984.
- (mit Laurent Jenny:) Hugo dans les marges. Zoé, Genf 1985.
- Butor aux quatre vents. José Corti, Paris 1997, ISBN 978-2-7143-0627-2.